# Dasht-e Lut
     Forest steppe
     Forests and woodlands
     Semi-desert
     Desert lowlands
     Steppe
     Salted alluvial marshes

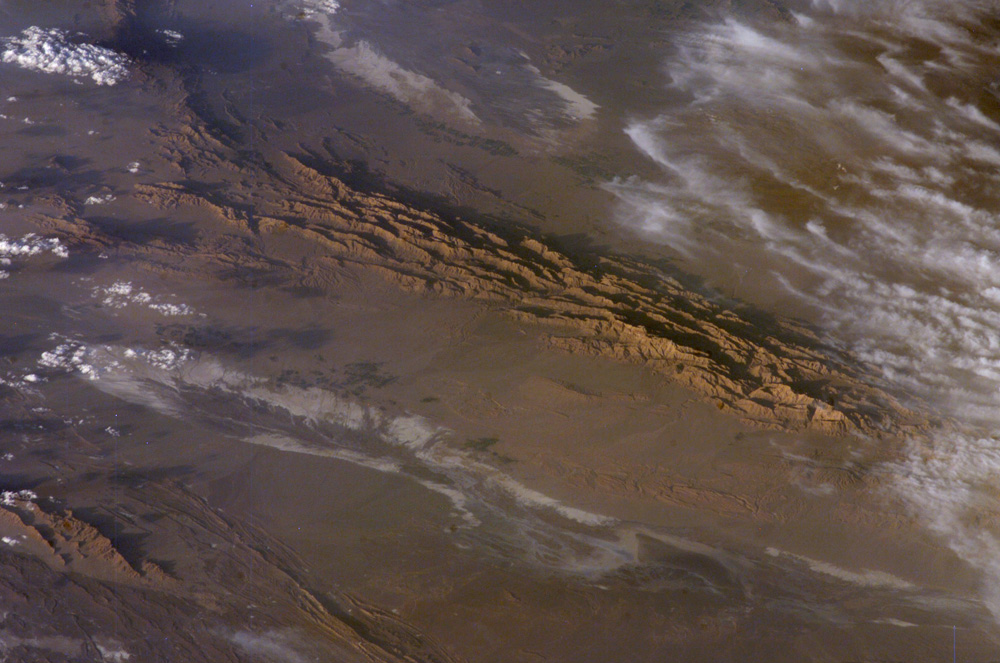
Dasht-e Lut văzut din spațiu

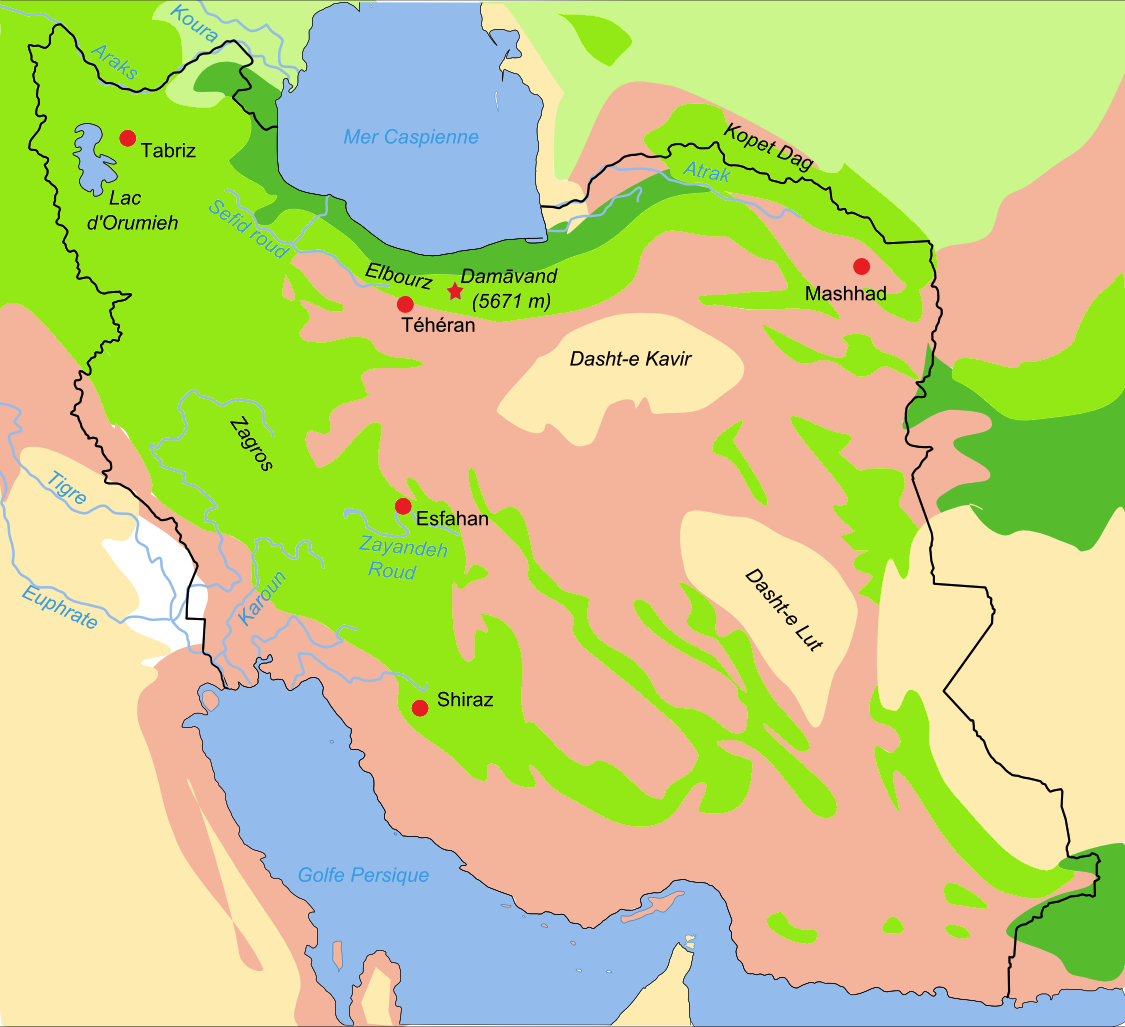
Map of biotopes of Iran
Forest steppe
Forests and woodlands
Semi-desert
Desert lowlands
Steppe
Salted alluvial marshes

Dasht-e Lut (în persană کویر لوت, scris și Dasht-i-Lut), cunoscut și ca Deșertul Lut, este un deșert sărat mare din provincia Kerman, Iran. Acesta este al 25-lea cel mai mare deșert din lume. Cu o temperatură de 70.7°C (159°F) măsurată prin telemetrie la suprafața nisipului, acesta este unul dintre cele mai fierbinți locuri din lume.